# Kitty Films
Ne doit pas être confondu avec Asthmatic Kitty Records.
Kitty Films (キティフィルム, Kiti Firumu) est une société de production japonaise filiale de Kitty Records créée en 1972 et disparue en 1996.

## Historique
L'entreprise est créée sous le nom Kitty Music Corporation en 1972 sous la direction de Hidenori Taga. Il s'agit à l'origine d'une filiale de Polydor et MCA afin de produire des bandes-son de séries télévisées japonaises. La première est pour le film Hajimete no tabi sorti en 1972.
En 1979, la compagnie commence à produire des films en prise de vue réelles, tels que Kagirinaku tōmei ni chikai burū et Lady Oscar réalisé par Jacques Demy, adapté du manga La Rose de Versailles.
En 1981, Kitty Film produit sa première série télévisée animée, Urusei yatsura, diffusée en France sous le titre Lamu. En tant que filiale de Kitty Records, le générique de la série est changé à plusieurs reprises afin de promouvoir les titres de la compagnie.
L'animation des œuvres produites par Kitty Films n'est pas réalisée par l'entreprise mais par des studios indépendants ; Studio Pierrot pour la première moitié de Lamu, Studio Deen pour la seconde moitié de la série (à l'exception de quelques OVA) et l'intégralité de Juliette, je t'aime et Ranma ½, tandis que Madhouse réalise le dernier film Urusei yatsura, certains des OVA Urusei yatsura, Legend of the Galactic Heroes et Yawara!.
À la suite de difficultés financières[réf. nécessaire], l'activité de Kitty Films ralentit, malgré la production de certaines séries telles que Ike ! Inachū takkyū-bu en 1995. Kitty Film est finalement réincorporé dans le groupe Kitty, et subsiste principalement en tant qu'agence artistique.